# دامغ النجر (ردمان)

تعديل مصدري - تعديل

دامغ النجر هي إحدى قرى عزلة الاغوال العلياء بمديرية ردمان التابعة لمحافظة البيضاء، بلغ تعداد سكانها 253 نسمة حسب تعداد اليمن لعام 2004.